# Khalid Boulahrouz
Khalid Boulahrouz, född 28 december 1981 i Maassluis, Nederländerna, är en nederländsk fotbollsspelare med moriska/berbiska rötter. Boulahrouz spelade senast i Feyenoord. Han har tidigare representerat bland andra Hamburger SV, Chelsea FC, VfB Stuttgart, Sporting Clube de Portugal och Brøndby IF. Han spelade även i det nederländska landslaget och var med i VM 2006, EM 2008, VM 2010 och EM 2012.